# Elisabetta di Lussemburgo (1922-2011)
Elisabetta di Lussemburgo (nome completo in tedesco Elisabeth Hilda Zita Marie Anna Antoinette Friederike Wilhelmine Louise; Colmar-Berg, 22 dicembre 1922 – Fischbach, 22 novembre 2011) è stata una principessa lussemburghese, seconda figlia della granduchessa Carlotta e del principe Felice.

## Biografia
Nata nel castello di Berg, Elisabetta era la seconda figlia della granduchessa Carlotta di Lussemburgo e del principe Felice di Borbone-Parma, sorella del granduca Giovanni di Lussemburgo e zia dell'attuale granduca Enrico. I suoi nonni paterni erano Roberto I di Parma e Maria Antonia di Braganza, quelli materni Guglielmo IV di Lussemburgo e Maria Anna di Braganza.
Con i suoi fratelli e sorelle trascorse l'infanzia nel castello di Colmar-Berg fino all'arrivo dell'esercito tedesco nel Granducato, nel 1940. Per la grande famiglia ducale, iniziò l'esilio di cinque anni tra il Portogallo, gli Stati Uniti, il Regno Unito e il Canada. Alice Rientrò nel Lussemburgo nel 1945. Alice studia con le sue sorelle al Collège Jésus-Marie de Sillery.  Inoltre, con la sorella Maria Adelaide di Lussemburgo, frequentò il convento del Sacro Cuore a Roehampton in Gran Bretagna.
Per commemorare la sua nascita, l'anno successivo il granducato di Lussemburgo emise un francobollo speciale, il primo al mondo in tale miniatura.
Nata come principessa di Lussemburgo, principessa di Nassau e principessa di Borbone-Parma, sposò Franz Ferdinand, duca di Hohenberg (1927-1977) in Lussemburgo il 9 maggio 1956. Franz era un nipote di Francesco Ferdinando d'Austria-Este, il cui assassinio nel 1914 scatenò la Grande Guerra.
Elisabetta e Franz ebbero due figli:
- Anna (Anita) di Hohenberg (nata il 18 agosto 1958), sposò nel 1978 Romée de La Poëze, conte di Harambure, da cui divorziò nel 1998, e si risposò nel 2005 con Andreas conte di Bardeau.
- Sofia di Hohenberg (nata il 10 maggio 1960), sposò nel 1983 Jean-Louis de Potesta.

La principessa Elisabetta tornò in Lussemburgo dopo la morte del marito e morì a Fischbach il 22 novembre 2011 all'età di 88 anni. È stata sepolta nel castello di Artstetten in Austria.

## Titoli e trattamento
- 22 dicembre, 1922 - 9 maggio 1956: Sua Altezza Reale, la principessa Elisabetta di Lussemburgo, principessa di Nassau, principessa di Borbone-Parma
- 9 maggio 1956 - 8 gennaio 1962: Sua Altezza Reale, la principessa ereditaria di Hohenberg, principessa di Lussemburgo, principessa di Nassau, principessa di Borbone-Parma
- 8 gennaio 1962 - 16 agosto 1977: Sua Altezza Reale, la duchessa di Hohenberg
- 16 agosto 1977 - 22 novembre 2011: Sua Altezza Reale, la duchessa vedova di Hohenberg

## Ascendenza
|                             |                       |                                           | Genitori                                    |  |  | Nonni |  |  | Bisnonni           |  |  | Trisnonni         |  |
|                             |                       |                                           |                                             |  |  |       |  |  | Carlo III di Parma |  |  | Carlo II di Parma |  |
|                             |                       |                                           |                                             |  |  |       |  |  | Carlo III di Parma |  |  | Carlo II di Parma |  |
|                             |                       | Maria Teresa di Savoia                    |                                             |  |  |       |  |  | Carlo III di Parma |  |  |                   |  |
| Roberto I di Parma          |                       |                                           |                                             |  |  |       |  |  | Carlo III di Parma |  |  |                   |  |
|                             |                       | Luisa Maria di Borbone-Francia            | Carlo Ferdinando di Borbone-Francia         |  |  |       |  |  |                    |  |  |                   |  |
|                             |                       | Luisa Maria di Borbone-Francia            | Carlo Ferdinando di Borbone-Francia         |  |  |       |  |  |                    |  |  |                   |  |
|                             |                       | Luisa Maria di Borbone-Francia            | Carolina di Borbone-Due Sicilie             |  |  |       |  |  |                    |  |  |                   |  |
| Felice di Borbone-Parma     |                       | Luisa Maria di Borbone-Francia            |                                             |  |  |       |  |  |                    |  |  |                   |  |
|                             |                       | Michele del Portogallo                    | Giovanni VI di Portogallo                   |  |  |       |  |  |                    |  |  |                   |  |
|                             |                       | Michele del Portogallo                    | Giovanni VI di Portogallo                   |  |  |       |  |  |                    |  |  |                   |  |
|                             |                       | Michele del Portogallo                    | Carlotta Gioacchina di Borbone-Spagna       |  |  |       |  |  |                    |  |  |                   |  |
| Maria Antonia di Braganza   |                       | Michele del Portogallo                    |                                             |  |  |       |  |  |                    |  |  |                   |  |
|                             |                       | Adelaide di Löwenstein-Wertheim-Rosenberg | Costantino di Löwenstein-Wertheim-Rosenberg |  |  |       |  |  |                    |  |  |                   |  |
|                             |                       | Adelaide di Löwenstein-Wertheim-Rosenberg | Costantino di Löwenstein-Wertheim-Rosenberg |  |  |       |  |  |                    |  |  |                   |  |
|                             |                       | Adelaide di Löwenstein-Wertheim-Rosenberg | Agnese di Hohenlohe-Langenburg              |  |  |       |  |  |                    |  |  |                   |  |
| Elisabetta di Lussemburgo   |                       | Adelaide di Löwenstein-Wertheim-Rosenberg |                                             |  |  |       |  |  |                    |  |  |                   |  |
|                             | Adolfo di Lussemburgo | Guglielmo di Nassau                       |                                             |  |  |       |  |  |                    |  |  |                   |  |
|                             | Adolfo di Lussemburgo | Guglielmo di Nassau                       |                                             |  |  |       |  |  |                    |  |  |                   |  |
|                             | Adolfo di Lussemburgo | Luisa di Sassonia-Hildburghausen          |                                             |  |  |       |  |  |                    |  |  |                   |  |
| Guglielmo IV di Lussemburgo | Adolfo di Lussemburgo |                                           |                                             |  |  |       |  |  |                    |  |  |                   |  |
|                             |                       | Adelaide Maria di Anhalt-Dessau           | Federico Augusto di Anhalt-Dessau           |  |  |       |  |  |                    |  |  |                   |  |
|                             |                       | Adelaide Maria di Anhalt-Dessau           | Federico Augusto di Anhalt-Dessau           |  |  |       |  |  |                    |  |  |                   |  |
|                             |                       | Adelaide Maria di Anhalt-Dessau           | Maria Luisa Carlotta d'Assia-Kassel         |  |  |       |  |  |                    |  |  |                   |  |
| Carlotta di Lussemburgo     |                       | Adelaide Maria di Anhalt-Dessau           |                                             |  |  |       |  |  |                    |  |  |                   |  |
|                             |                       | Michele del Portogallo                    | Giovanni VI di Portogallo                   |  |  |       |  |  |                    |  |  |                   |  |
|                             |                       | Michele del Portogallo                    | Giovanni VI di Portogallo                   |  |  |       |  |  |                    |  |  |                   |  |
|                             |                       | Michele del Portogallo                    | Carlotta Gioacchina di Borbone-Spagna       |  |  |       |  |  |                    |  |  |                   |  |
| Maria Anna di Braganza      |                       | Michele del Portogallo                    |                                             |  |  |       |  |  |                    |  |  |                   |  |
|                             |                       | Adelaide di Löwenstein-Wertheim-Rosenberg | Costantino di Löwenstein-Wertheim-Rosenberg |  |  |       |  |  |                    |  |  |                   |  |
|                             |                       | Adelaide di Löwenstein-Wertheim-Rosenberg | Costantino di Löwenstein-Wertheim-Rosenberg |  |  |       |  |  |                    |  |  |                   |  |
|                             |                       | Adelaide di Löwenstein-Wertheim-Rosenberg | Agnese di Hohenlohe-Langenburg              |  |  |       |  |  |                    |  |  |                   |  |
|                             |                       | Adelaide di Löwenstein-Wertheim-Rosenberg |                                             |  |  |       |  |  |                    |  |  |                   |  |